# Ambassade des États-Unis en Australie
L'ambassade des États-Unis en Australie est la représentation diplomatique des États-Unis auprès de l'Australie. Elle est située dans le quartier de Yarralumla à Canberra, la capitale du pays.

## Situation
L'ambassade est située 6, Moonah Place, au milieu d'un parc, dans le quartier de Yarralumla, à l'ouest de Capital Hill, dans le Territoire de la capitale australienne.

## Histoire
Les États-Unis établissent des relations diplomatiques avec l'Australie en 1940 et nomment un ministre plénipotentiaire à Canberra. La résidence de celui-ci est construite entre 1942 et 1943 sous la direction de l'architecte Frederick Larkin dans le style géorgien. Elle prend le titre d'ambassade en 1946 quand le ministre est remplacé par un ambassadeur. 